# Вулиця Шолом-Алейхема (Біла Церква)
Вулиця Шолом-Алейхема  — одна з вулиць у місті Біла Церква.
Названа на честь видатного єврейського письменника, драматурга, просвітника — Шолом-Алейхема.
На вулиці розміщений дім пам'яті Аарона Тверського — відомого хасида, який жив в Україні. Має паспортний стіл та прокуратуру.

## Відомі будівлі
- Київська обласна дитяча лікарня № 2.